# دوینی
دوینی (انگلیسی: Dugny) (تلفظ در فرانسوی: [dyɲi] ) یک کمون در فرانسه است که در حوالی پاریس قرار دارد. این منطقه در ۱۲.۴ کیلومتری مرکز پاریس واقع شده است.
حدود یک سوم فرودگاه پاری – لو بورژه در قلمرو کمون دوینی قرار دارد، از جمله پایانه اصلی آن و موزه هوا و فضا (Musée de l'Air et de l'Espace). با این حال، فرودگاه نام کمون همسایه لو بورژه را بر خود دارد.

## نشان اشرافی
| arms of Dugny | نشان دوینی به این شکل توصیف شده است: چهارقسمتی: ۱ & ۴ زمینه آبی با یک میخ نقره‌ای که میان سه گل زنبق طلایی قرار دارد, ۲ & ۳ زمینه قرمز با یک سنگ‌آسیاب نقره‌ای که میان سه گل زنبق قرار گرفته، هر گل از سه خوشه گندم طلایی تشکیل شده است. |